# SysDig
A SysDig é uma empresa norte-americana líder de mercado em software de segurança da informação voltado para ambientes na nuvem, conteinerizados, e em Kubernetes.

## História
Foi fundada em 2013 por Loris Degioanni, um dos autores do Wireshark. Em 2021, foi avaliada em 2,5 bilhões de dólares. Os produtos da SysDig como o SysDig Secure são amplamente utilizados para monitorar ambientes containerizados.